# Le Roulier
Le Roulier est une commune française située dans le département des Vosges en région Grand Est.

## Géographie

### Localisation
Le village est situé sur la crête dominant la vallée de la Vologne et n'est séparé de ses voisins Deycimont et Charmois que, respectivement, par la butte de Châtillon au sud-est et le col dit « Haut du Mont » au nord-ouest.
Il est aisément accessible par la RD 64 qui tangente la limite sud du territoire communal et suit le cours de la Vologne.

### Communes limitrophes
| Aydoilles                | Fontenay | Méménil   |
| Charmois-devant-Bruyères | Roulier  | Deycimont |
| Cheniménil               | Docelles |           |

### Géologie et relief
La commune se compose de 27,79 hectares de territoires artificialisés (4,88 %), 213,57 hectares de territoires agricoles (37,53 %) et 327,87 hectares de forêts et milieux semi-naturels (57,62 %).
Espaces naturels :
- Une zone naturelle d'intérêt écologique, faunistique et floristique (Znieff) :

Forêts d’Épinal et de Tannières
Le territoire communal est traversé par le sentier de grande randonnée de pays GRP Vologne.

### Hydrographie et les eaux souterraines
Hydrogéologie et climatologie : Système d’information pour la gestion des eaux souterraines du bassin Rhin-Meuse :
Territoire communal : Occupation du sol (Corinne Land Cover); Cours d'eau (BD Carthage),
Géologie : Carte géologique; Coupes géologiques et techniques,
 Hydrogéologie : Masses d'eau souterraine; BD Lisa; Cartes piézométriques.
La commune est située dans le bassin versant du Rhin au sein du bassin Rhin-Meuse. Elle est drainée par le ruisseau d'Argent, le ruisseau de l'Etang Fleurifaing et le ruisseau de St Nicolas,.
Le ruisseau d'Argent, d'une longueur totale de 11,2 km, prend sa source dans la commune  et se jette dans la Moselle dans la commune d'Archettes, en limite avec Arches, après avoir traversé cinq communes.

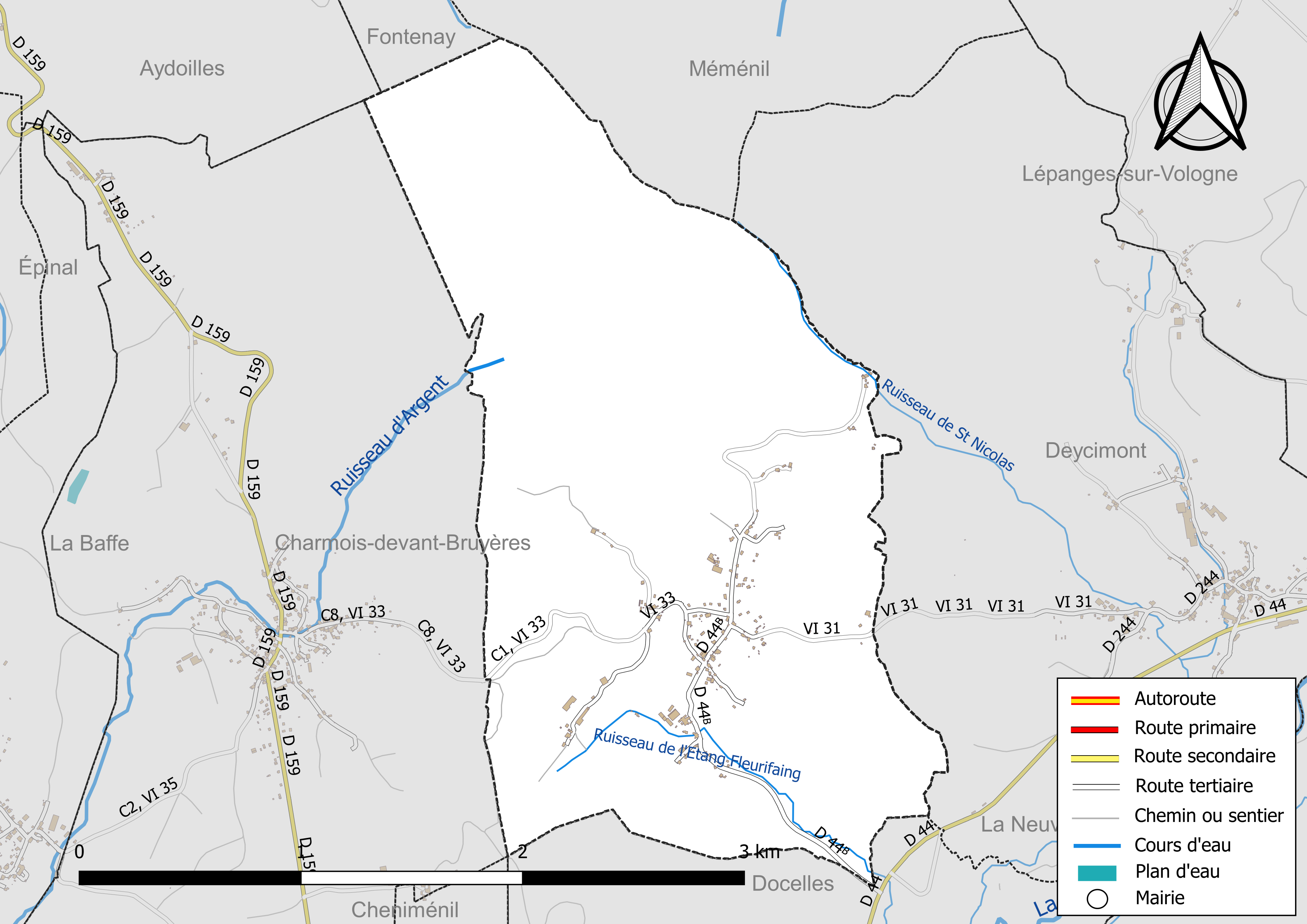
Réseaux hydrographique et routier du Roulier.

La qualité des eaux de baignade et des cours d’eau peut être consultée sur un site dédié géré par les agences de l’eau et l’Agence française pour la biodiversité.

### Climat
Pour des articles plus généraux, voir Climat du Grand Est et Climat des Vosges.
En 2010, le climat de la commune est de type climat de montagne, selon une étude du Centre national de la recherche scientifique s'appuyant sur une série de données couvrant la période 1971-2000. En 2020, Météo-France publie une typologie des climats de la France métropolitaine dans laquelle la commune est exposée à un climat semi-continental et est dans la région climatique Vosges, caractérisée par une pluviométrie très élevée (1 500 à 2 000 mm/an) en toutes saisons et un hiver rude (moins de 1 °C).
Pour la période 1971-2000, la température annuelle moyenne est de 9,1 °C, avec une amplitude thermique annuelle de 16,8 °C. Le cumul annuel moyen de précipitations est de 1 185 mm, avec 12,9 jours de précipitations en janvier et 10,8 jours en juillet. Pour la période 1991-2020, la température moyenne annuelle observée sur la station météorologique installée sur la commune est de 10,2 °C et le cumul annuel moyen de précipitations est de 1 000,2 mm. 
La température maximale relevée sur cette station est de 38,1 °C, atteinte le 25 juillet 2019 ; la température minimale est de −18,3 °C, atteinte le 20 décembre 2009,,.
| Mois                                  | jan.           | fév.           | mars           | avril         | mai           | juin          | jui.          | août          | sep.          | oct.          | nov.           | déc.           | année      |
| ------------------------------------- | -------------- | -------------- | -------------- | ------------- | ------------- | ------------- | ------------- | ------------- | ------------- | ------------- | -------------- | -------------- | ---------- |
| Température minimale moyenne (°C)     | −0,9           | −0,9           | 0,9            | 3,7           | 7             | 11,1          | 12,7          | 12,5          | 9             | 6,3           | 3              | 0,5            | 5,4        |
| Température moyenne (°C)              | 1,9            | 2,6            | 6              | 9,6           | 12,7          | 17            | 18,9          | 18,6          | 14,8          | 10,8          | 6,4            | 3,3            | 10,2       |
| Température maximale moyenne (°C)     | 4,6            | 6              | 11,1           | 15,6          | 18,4          | 22,8          | 25            | 24,7          | 20,5          | 15,2          | 9,8            | 6,2            | 15         |
| Record de froid (°C) date du record   | −14,9 07.01.17 | −17,1 05.02.12 | −10,3 12.03.10 | −6,4 04.04.22 | −2,2 07.05.19 | 3,3 22.06.10  | 4,1 03.07.11  | 3,9 26.08.18  | 0 26.09.18    | −5,9 29.10.12 | −11,1 30.11.10 | −18,3 20.12.09 | −18,3 2009 |
| Record de chaleur (°C) date du record | 15,9 01.01.22  | 20 27.02.19    | 23,9 31.03.21  | 28,9 28.04.12 | 30,9 28.05.17 | 36,2 26.06.19 | 38,1 25.07.19 | 36,8 07.08.15 | 31,6 15.09.20 | 26,9 08.10.23 | 23 08.11.15    | 17,1 19.12.19  | 38,1 2019  |
| Précipitations (mm)                   | 92,5           | 74,9           | 61,7           | 65,1          | 96            | 92,8          | 76,3          | 72,6          | 70,7          | 88            | 98,6           | 111            | 1 000,2    |

| Diagramme climatique                                  |           |             |             |         |              |            |              |           |           |          |           |
| J                                                     | F         | M           | A           | M       | J            | J          | A            | S         | O         | N        | D         |
| 4,6−0,992,5                                           | 6−0,974,9 | 11,10,961,7 | 15,63,765,1 | 18,4796 | 22,811,192,8 | 2512,776,3 | 24,712,572,6 | 20,5970,7 | 15,26,388 | 9,8398,6 | 6,20,5111 |
| Moyennes : • Temp. maxi et mini °C • Précipitation mm |           |             |             |         |              |            |              |           |           |          |           |

Les paramètres climatiques de la commune ont été estimés pour le milieu du siècle (2041-2070) selon différents scénarios d'émission de gaz à effet de serre à partir des nouvelles projections climatiques de référence DRIAS-2020. Ils sont consultables sur un site dédié publié par Météo-France en novembre 2022.

## Urbanisme

### Typologie
Au 1er janvier 2024, Le Roulier est catégorisée commune rurale à habitat dispersé, selon la nouvelle grille communale de densité à sept niveaux définie par l'Insee en 2022.
Elle est située hors unité urbaine. Par ailleurs la commune fait partie de l'aire d'attraction d'Épinal, dont elle est une commune de la couronne,. Cette aire, qui regroupe 118 communes, est catégorisée dans les aires de 50 000 à moins de 200 000 habitants,.

### Occupation des sols
L'occupation des sols de la commune, telle qu'elle ressort de la base de données européenne d’occupation biophysique des sols Corine Land Cover (CLC), est marquée par l'importance des forêts et milieux semi-naturels (57,6 % en 2018), une proportion identique à celle de 1990 (57,6 %). La répartition détaillée en 2018 est la suivante : 
forêts (57,6 %), prairies (25,7 %), terres arables (11,8 %), zones urbanisées (4,9 %). L'évolution de l’occupation des sols de la commune et de ses infrastructures peut être observée sur les différentes représentations cartographiques du territoire : la carte de Cassini (XVIIIe siècle), la carte d'état-major (1820-1866) et les cartes ou photos aériennes de l'IGN pour la période actuelle (1950 à aujourd'hui).

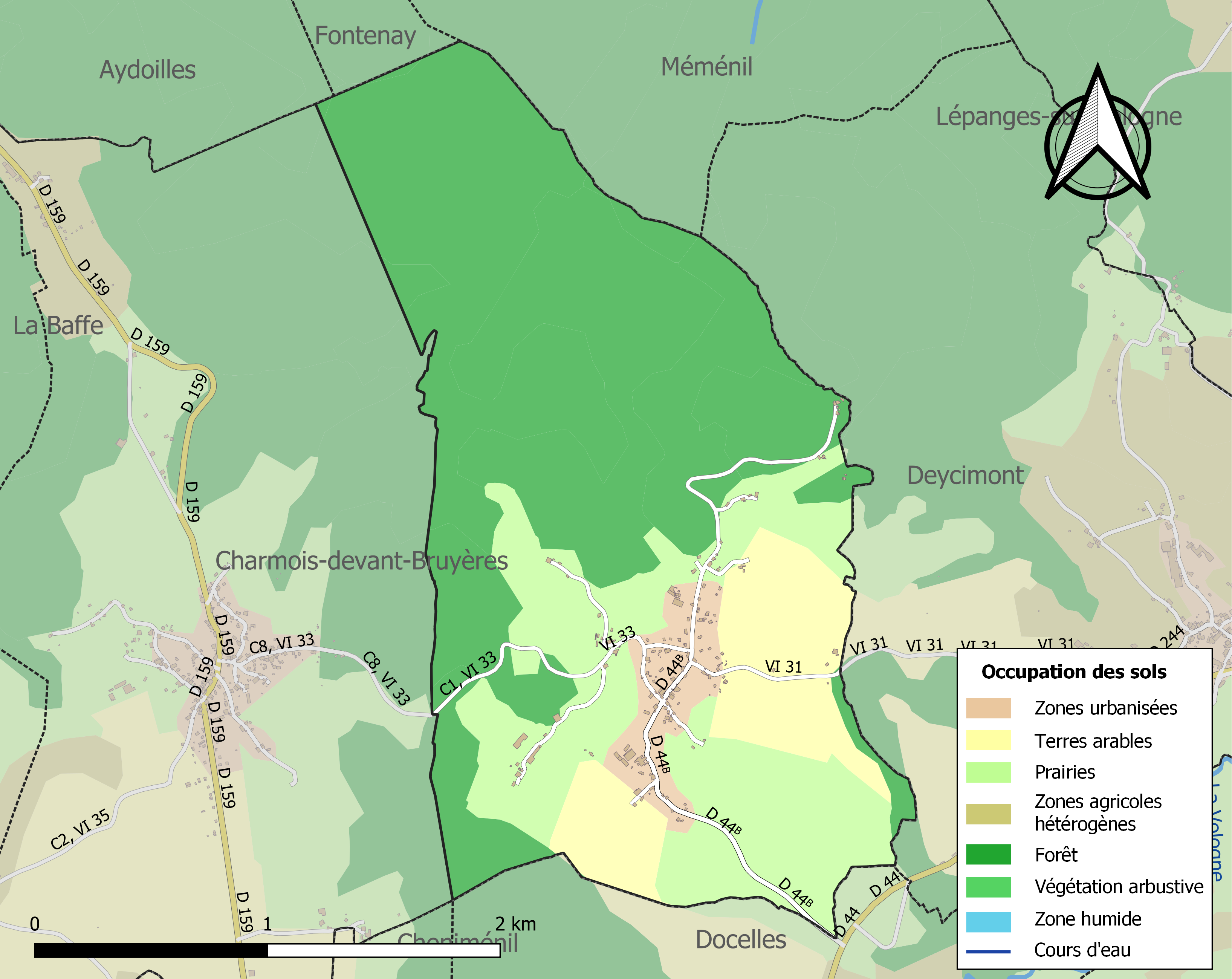
Carte des infrastructures et de l'occupation des sols de la commune en 2018 (CLC).

### Lieux-dits, hameaux et écarts
La commune compte notamment les hameaux de la Basse, des Forges et des Grandes Feignes.

### Habitat et logement
En 2018, le nombre total de logements dans la commune était de 91, alors qu'il était de 90 en 2013 et de 84 en 2008.
Parmi ces logements, 88,9 % étaient des résidences principales, 2,8 % des résidences secondaires et 8,3 % des logements vacants. Ces logements étaient pour 92,3 % d'entre eux des maisons individuelles et pour 7,7 % des appartements.
Le tableau ci-dessous présente la typologie des logements au Le Roulier en 2018 en comparaison avec celle des Vosges et de la France entière. Une caractéristique marquante du parc de logements est ainsi une proportion de résidences secondaires et logements occasionnels (2,8 %) inférieure à celle du département (9,7 %) et à e à celle de la France entière (9,7 %). Concernant le statut d'occupation de ces logements, 84,5 % des habitants de la commune sont propriétaires de leur logement (82,3 % en 2013), contre 64,2 % pour les Vosges et 57,5 % pour la France entière.
| Typologie                                               | Le Roulier | Vosges | France entière |
| ------------------------------------------------------- | ---------- | ------ | -------------- |
| Résidences principales (en %)                           | 88,9       | 79     | 82,1           |
| Résidences secondaires et logements occasionnels (en %) | 2,8        | 9,7    | 9,7            |
| Logements vacants (en %)                                | 8,3        | 11,3   | 8,2            |

### Voies de communications et transports

#### Voies routières
La commune est à 2,6 km de Charmois-devant-Bruyères, 3,4 de Docelles, 4,1 de Cheniménil et 4,2 de La Baffe.
- A35 (aussi appelée autoroute des cigognes ou l'Alsacienne). Échangeur Colmar.

#### Transports en commun

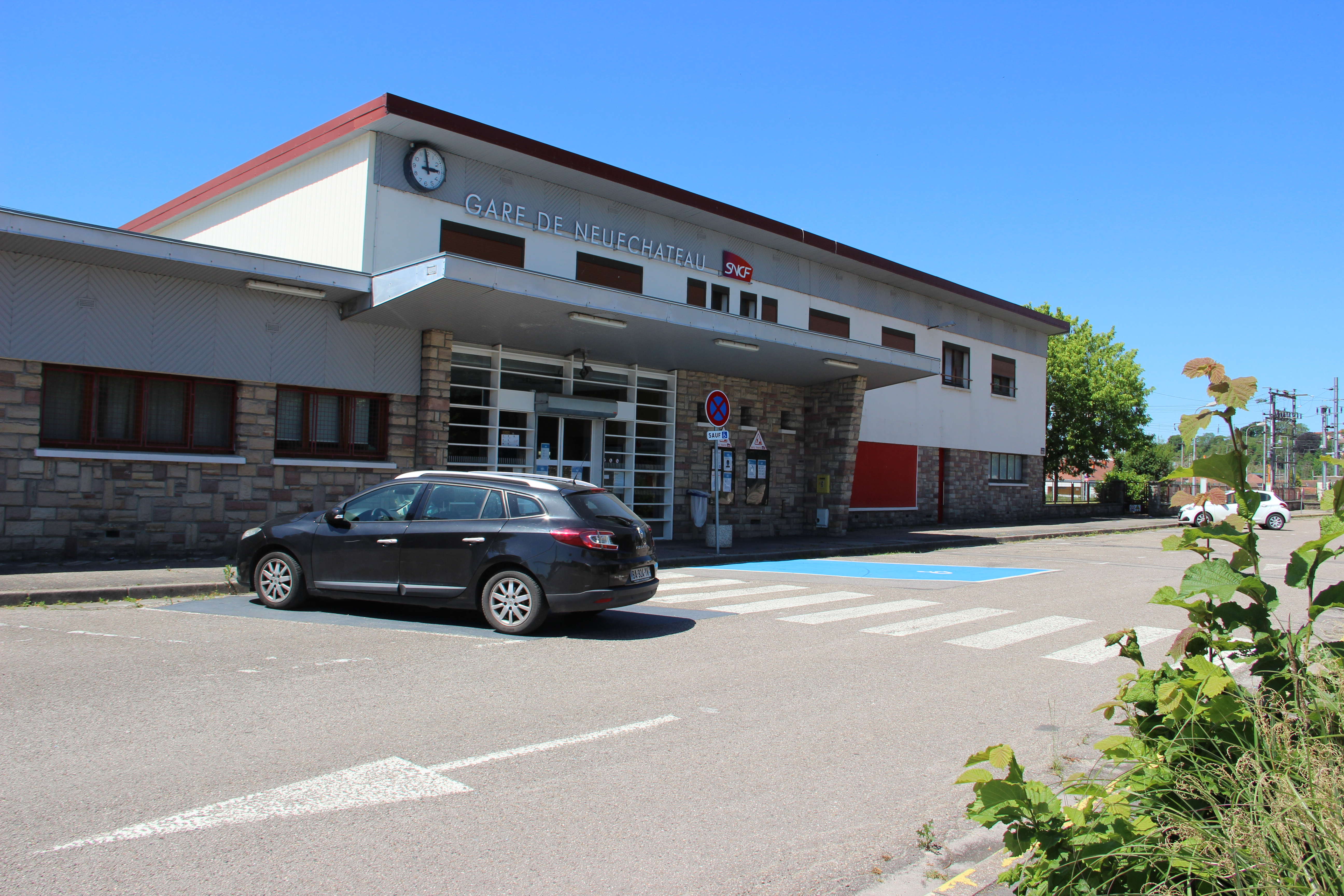
Gare Bruyères.

- Fluo Grand Est.

#### Lignes SNCF
- Gare Bruyères

#### Transports aériens
- L'Aéroport d'Épinal-Mirecourt « Vosges Aéroport ».

À partir de l'été 2021, l’aéroport d’Épinal-Mirecourt est devenu le "pélicandrome" de la Zone Est et servira ainsi de base de ravitaillement et d’intervention pour les avions bombardiers d’eau connus sous le nom de Dash 8.
- Aéroport de Colmar - Houssen.

## Toponymie
Le nom de la localité est attesté sous les formes Aux Roulier (1472) ; Le Roullier (1594) ; Rouillier (1711) ; La communauté du Rouillier (1737) ; La Rouillie (1753) ; Le Roullier (XVIIIe siècle).

Dérivé de rouler, avec le suffixe -ier,[réf. nécessaire] le nom roulier désigne un métier qui devait désigner au moyen âge celui qui fabrique des roues (le sens de voiturier est possible, mais il semble plus tardif).[réf. nécessaire] Le roulier, le plus souvent propriétaire de son véhicule, faisait du transport de marchandises, de divers produits ou de personnes avec un chariot, une charrette, une voiture, une carriole, une roulotte, un fourgon, voire une diligence, tiré par un ou plusieurs chevaux[réf. nécessaire]. Selon les régions, le « roulier » est appelé « voiturier par terre » ou simplement « voiturier ». Le roulier est l'ancêtre du « routier » qui, de nos jours, conduit un camion.

## Histoire
En 1829, la commune est créée par détachement de celle de Charmois-devant-Bruyères, créée par la Révolution française.

## Politique et administration

### Rattachements administratifs et électoraux

#### Rattachements administratifs
La commune se trouve dans l'arrondissement de Saint-Dié-des-Vosges du département des Vosges.
Elle faisait partie depuis sa création  du canton de Bruyères. Dans le cadre du redécoupage cantonal de 2014 en France, cette circonscription administrative territoriale a disparu, et le canton n'est plus qu'une circonscription électorale.
Par arrêté préfectoral du 15 septembre 2023, la commune est retirée le 1er janvier 2024 de l'arrondissement d'Épinal et rattachée à l'arrondissement de Saint-Dié-des-Vosges.

#### Rattachements électoraux
Pour les élections départementales, la commune fait partie depuis 2014 d'un nouveau canton de Bruyères, passé de 30 à 51 communes.
Pour l'élection des députés, elle fait partie de la deuxième circonscription des Vosges.

### Intercommunalité
Le Roulier était membre de la communauté de communes de la Vallée de la Vologne, un établissement public de coopération intercommunale (EPCI) à fiscalité propre créé en 2001 et auquel la commune avait transféré un certain nombre de ses compétences, dans les conditions déterminées par le code général des collectivités territoriales.
Conformément aux prescriptions de la loi de réforme des collectivités territoriales du 16 décembre 2010, qui a prévu le renforcement et la simplification des intercommunalités et la constitution de structures intercommunales de grande taille, cette intercommunalité a fusionné avec ses voisines pour former, le 1er janvier 2017, la communauté de communes Bruyères - Vallons des Vosges (dénommée initialement communauté de  communes Vologne - Durbion), dont est désormais membre la commune.

### Liste des maires
| Période                                  | Période                       | Identité                      | Étiquette | Qualité                      |
| ---------------------------------------- | ----------------------------- | ----------------------------- | --------- | ---------------------------- |
| Les données manquantes sont à compléter. |                               |                               |           |                              |
| 1979                                     | mars 2008                     | François Galmiche             | UMP       |                              |
| mars 2008                                | juillet 2022                  | Jean-Marie Michel (1940-2022) |           | Agriculteur Mort en fonction |
| septembre 2022                           | En cours (au 24 janvier 2023) | Marie-Rose Jacques            |           | Agricultrice retraitée.      |

### Budget et fiscalité 2023
En 2023, le budget de la commune était constitué ainsi :
- total des produits de fonctionnement : 152 000 €, soit 726 € par habitant ;
- total des charges de fonctionnement : 114 000 €, soit 544 € par habitant ;
- total des ressources d'investissement : 8 000 €, soit 39 € par habitant ;
- total des emplois d'investissement : 61 000 €, soit 294 € par habitant ;
- endettement : 0 €, soit 1 € par habitant.

Avec les taux de fiscalité suivants :
- taxe d'habitation : 19,83 % ;
- taxe foncière sur les propriétés bâties : 38,13 % ;
- taxe foncière sur les propriétés non bâties : 25,01 % ;
- taxe additionnelle à la taxe foncière sur les propriétés non bâties : 0,00 % ;
- cotisation foncière des entreprises : 0,00 %.

Chiffres clés Revenus et pauvreté des ménages en 2021 : médiane en 2021 du revenu disponible, par unité de consommation : 23 740 €.

## Économie

### Entreprises et commerces

#### Agriculture
- Élevage de vaches laitières.
- Sylviculture et autres activités forestières.
- Élevage d'autres animaux.

#### Tourisme
- Hébergements et restauration à Docelles, Tendon, Pouxeux, Grandvillers, Épinal.

#### Commerces
- Commerces et services de proximité[29].

## Population et société

### Démographie

#### Évolution démographique
L'évolution du nombre d'habitants est connue à travers les recensements de la population effectués dans la commune depuis 1831. Pour les communes de moins de 10 000 habitants, une enquête de recensement portant sur toute la population est réalisée tous les cinq ans, les populations de référence des années intermédiaires étant quant à elles estimées par interpolation ou extrapolation. Pour la commune, le premier recensement exhaustif entrant dans le cadre du nouveau dispositif a été réalisé en 2005.

En 2022, la commune comptait 210 habitants, en évolution de +6,6 % par rapport à 2016 (Vosges : −2,96 %, France hors Mayotte : +2,11 %).
| 1831 | 1836 | 1841 | 1846 | 1856 | 1861 | 1866 | 1876 | 1881 |
| ---- | ---- | ---- | ---- | ---- | ---- | ---- | ---- | ---- |
| 318  | 308  | 308  | 290  | 309  | 300  | 293  | 304  | 285  |

| 1886 | 1891 | 1896 | 1901 | 1906 | 1911 | 1921 | 1926 | 1931 |
| ---- | ---- | ---- | ---- | ---- | ---- | ---- | ---- | ---- |
| 268  | 215  | 180  | 185  | 173  | 188  | 175  | 173  | 162  |

| 1936 | 1946 | 1954 | 1962 | 1968 | 1975 | 1982 | 1990 | 1999 |
| ---- | ---- | ---- | ---- | ---- | ---- | ---- | ---- | ---- |
| 152  | 170  | 150  | 153  | 140  | 124  | 152  | 173  | 163  |

| 2005 | 2006 | 2010 | 2015 | 2020 | 2022 | - | - | - |
| ---- | ---- | ---- | ---- | ---- | ---- | - | - | - |
| 177  | 181  | 202  | 196  | 206  | 210  | - | - | - |

### Enseignement
Établissements d'enseignements :
- Écoles maternelles et primaires à Le Roulier[34], Charmois-devant-Bruyères, La Baffe, Docelles,  Deycimont.
- Collèges à Bruyères, Éloyes, Épinal.
- Lycées à La Baffe, Bruyères, Épinal.

### Santé
Professionnels et établissements de santé :
- Médecins à Docelles, Éloyes, Bruyères, Deyvillers, Pouxeux.
- Pharmacies à Docelles, Éloyes, Bruyères, Deyvillers, Pouxeux, Arches, Épinal.
- Hôpitaux à Bruyères, Épinal, Golbey, Thaon-les-Vosges.
- Centre hospitalier Beatrix de Lorraine à Remiremont.

### Cultes
- Culte catholique, Paroisse de Saint Antoine en Vologne[36], Diocèse de Saint-Dié.

## Culture locale et patrimoine

### Lieux et monuments
- Mairie[37].
- Croix route de Docelles[38].
- Croix rue de la Mairie[39].
- Four à Pain[40].
- Maison ancienne 185, rue de la Mairie[41].
- Maison ancienne 240, rue de la Mairie[42].
- Monument aux Morts[43].

### Personnalités liées à la commune
- Abbé Antoine François Guyot[44],[45].
- Médaillés de Sainte-Hélène[46].

## Pour approfondir